# Estação Presbítero Maestro
A Estação Presbítero Maestro é uma das estações do Metrô de Lima, situada em Lima, entre a Estação El Ángel e a Estação Caja de Agua. Administrada pela GyM y Ferrovías S.A., faz parte da Linha 1.
Foi inaugurada em 12 de maio de 2014. Localiza-se na Avenida Locumba. Atende o distrito de Cercado de Lima.